# Ectropis plectroneura
Ectropis plectroneura là một loài bướm đêm trong họ Geometridae.